# Halterofilismo nos Jogos Olímpicos de Verão de 2016 - Qualificação
Este artigo detalha a fase de qualificação do halterofilismo nos Jogos Olímpicos de Verão de 2016, conforme definido pela Federação Internacional de Halterofilismo – IWF.

## Informações gerais
Foram colocadas em disputa duzentos e quarenta e cinco vagas, 147 masculinas e 98 femininas, de um total de duzentos e sessenta vagas.
País-sede: como o Brasil não se qualificou através do campeonato mundial, tem garantidas cinco vagas, três masculinas e duas femininas. Caso se qualificasse, as vagas seriam destinadas aos campeonatos mundiais.
Limites de vagas e atletas por CON:
Cada Comitê Olímpico Nacional – CON pode qualificar até dez atletas, no máximo seis no masculino e quatro no feminino, e até dois atletas por categoria.
Apenas as vagas conquistadas através do ranking olímpico são do próprio atleta. As vagas conquistadas nos torneios mundial e continentais são destinadas ao Comitê Olímpico Nacional - CON ao qual pertence a equipe que a conquistou, para inscrição em qualquer categoria.

### Doping
- Bulgária: em 19 de novembro de 2015, a Federação Internacional de Halterofilismo - IWF proibiu a Bulgária de competir nos Jogos Olímpicos Rio devido a "múltiplos casos positivos" de doping.[3]

- Romênia e Uzbequistão: na mesma data determinou a perda de uma vaga aos dois países.[4]

- Cazaquistão, Rússia e Bielorrússia: a IWF divulgou em 22 de junho de 2016 o resultado da reanálise de amostras "A" dos Jogos Olímpicos de 2008 e 2012. Caso as amostras "B" confirmassem três ou mais violações o país seria suspenso por um ano de competições internacionais, inclusive os Jogos do Rio. Os três países encontram-se nessa situação.[5]
- Perdas de vagas: na mesma data foram comunicadas a perda de vagas por Azerbaijão (2), Bielorrússia (1), Cazaquistão (2), Moldávia (2), Coreia do Norte (2), Rússia (2).

## Eventos qualificatórios
A maior parte das vagas disponíveis foram destinadas aos Campeonatos Mundiais de 2014 e de 2015. As demais vagas foram disputadas em torneios continentais ou destinadas aos melhores ranqueados em um ranking olímpico finalizado em 20 de junho de 2016.
Masculino
Campeonatos mundiais: cento e oito vagas estão disponíveis. É atribuída uma pontuação para cada CON, baseada na soma dos resultados de seus seis melhores atletas durante cada competição
- 1º ao 6º - 6 vagas
- 7º ao 12º - 5 vagas
- 13º ao 18º - 4 vagas
- 19º ao 24º - 3 vagas

Campeonatos continentais: trinta e uma vagas são disputadas pelos CON que não obtiverem vagas nos mundiais, com a possibilidade de conquistar apenas uma vaga com base na classificação final da equipe no torneio. A classificação considera a pontuação dos seis melhores atletas de cada representação.
Vagas individuais: oito vagas são determinadas pelo ranking olímpico, composto pelos quinze melhores em cada categoria, dentre os países que não obtiveram nenhuma vaga nos torneios. Cada CON pode qualificar apenas um atleta e caso mais de um esteja na faixa de classificação o CON pode escolher quem inscrever.
Feminino
Campeonatos mundiais: sessenta e sete vagas estão disponíveis. É atribuída uma pontuação para cada CON, baseada na soma dos resultados de suas quatro melhores atletas durante cada competição
- 1º ao 9º - 4 vagas
- 10º ao 16º - 3 vagas
- 17º ao 21º - 2 vagas

Campeonatos continentais: vinte e quatro vagas são disputadas pelos CON que não obtiverem vagas nos mundiais, com a possibilidade de conquistar apenas uma vaga com base na classificação final da equipe no torneio. A classificação considera a pontuação das quatro melhores atletas de cada representação.
Vagas individuais: sete vagas são determinadas pelo ranking olímpico, composto pelas dez melhores em cada categoria, dentre os países que não obtiveram nenhuma vaga nos torneios. Cada CON pode qualificar apenas uma atleta e caso mais de uma esteja na faixa de classificação o CON pode escolher quem inscrever.
| Competição                      | Data                                      | Local                   | M   | F  | T   |
| ------------------------------- | ----------------------------------------- | ----------------------- | --- | -- | --- |
| Campeonato Mundial de 2014      | 8 a 16 de novembro de 2014                | Almaty, Cazaquistão     | 108 | 67 | 175 |
| Campeonato Mundial de 2015      | 20 a 28 de novembro de 2015               | Houston, Estados Unidos | 108 | 67 | 175 |
| Campeonato Europeu de 2016      | 10 a 16 de abril de 2016                  | Førde, Noruega          | 7   | 6  | 13  |
| Campeonato Asiático de 2016     | 22 a 30 de abril de 2016                  | Tashkent, Uzbequistão   | 7   | 6  | 13  |
| Campeonato Africano de 2016     | 8 a 13 de maio de 2016                    | Yaoundé, Camarões       | 5   | 4  | 9   |
| Campeonato da Oceania de 2016   | 24 a 28 de maio de 2016                   | Suva, Fiji              | 5   | 4  | 9   |
| Campeonato Panamericano de 2016 | 7 a 11 de junho de 2016                   | Cartagena, Colômbia     | 7   | 4  | 9   |
| Ranking olímpico                | 23 de junho de 2014 a 20 de junho de 2016 |                         | 8   | 7  | 15  |
| Comissão tripartite             | 25 de junho de 2016                       | 6                       | 4   | 10 |     |

## Tabela de qualificação
| Competição | Masculino                          | Masculino              | Masculino                  | Masculino                  | Masculino                                               |                                                         | Feminino                                                | Feminino                                                | Feminino                                                | Feminino | Feminino |
| Competição | Posição                            | Pontos                 | Qualificados               | Vagas                      | Classe                                                  | Posição                                                 | Pontos                                                  | Qualificados                                            | Vagas                                                   | Classe   |          |
| --- | ---------------------------------- | ---------------------- | -------------------------- | -------------------------- | ------------------------------------------------------- | ------------------------------------------------------- | ------------------------------------------------------- | ------------------------------------------------------- | ------------------------------------------------------- | -------- | -------- |
| País-sede |                                    |                        | BRA Fernando Saraiva Reis  | 3                          | +105kg                                                  |                                                         |                                                         | BRA Jaqueline Antônia Ferreira                          | 2                                                       | -75kg    |          |
| País-sede | BRA Mateus Felipe Gregório Machado | -105kg                 | BRA Rosane dos Reis Santos | 3                          | -53kg                                                   |                                                         |                                                         |                                                         | 2                                                       |          |          |
| País-sede | BRA Welisson Rosa Silva            | -85kg                  |                            |                            |                                                         |                                                         |                                                         |                                                         |                                                         |          |          |
| Campeonatos Mundiais 2014 + 2015 | 1                                  | 286                    | RUS Rússia                 | 5*                         |                                                         |                                                         | 1                                                       | 221                                                     | CHN China                                               | 4        |          |
| Campeonatos Mundiais 2014 + 2015 | 2                                  | 248                    | CHN China                  | 6                          | 2                                                       | 201                                                     | RUS Rússia                                              | 3*                                                      |                                                         |          |          |
| Campeonatos Mundiais 2014 + 2015 | 3                                  | 246                    | BLR Bielorrússia           | 5*                         | 3                                                       | 186                                                     | PRK Coreia do Norte                                     | 3*                                                      |                                                         |          |          |
| Campeonatos Mundiais 2014 + 2015 | 4                                  | 228                    | KAZ Cazaquistão            | 5*                         | 4                                                       | 183                                                     | KAZ Cazaquistão                                         | 3*                                                      |                                                         |          |          |
| Campeonatos Mundiais 2014 + 2015 | 5                                  | 214                    | EGY Egito                  | 6                          | 5                                                       | 180                                                     | THA Tailândia                                           | 4                                                       |                                                         |          |          |
| Campeonatos Mundiais 2014 + 2015 | 6                                  | 213                    | PRK Coreia do Norte        | 5*                         | 6                                                       | 176                                                     | TPE Taipé Chinês                                        | 4                                                       |                                                         |          |          |
| Campeonatos Mundiais 2014 + 2015 | 7                                  | 201                    | INA Indonésia              | 5                          | 7                                                       | 157                                                     | COL Colômbia                                            | 4                                                       |                                                         |          |          |
| Campeonatos Mundiais 2014 + 2015 | 8                                  | 190                    | COL Colômbia               | 5                          | 8                                                       | 147                                                     | BLR Bielorrússia                                        | 4                                                       |                                                         |          |          |
| Campeonatos Mundiais 2014 + 2015 | 9                                  | 188                    | ARM Armênia                | 5                          | 9                                                       | 134                                                     | JPN Japão                                               | 4                                                       |                                                         |          |          |
| Campeonatos Mundiais 2014 + 2015 | 10                                 | 184                    | UZB Uzbequistão            | 5                          | 10                                                      | 132                                                     | UKR Ucrânia                                             | 3                                                       |                                                         |          |          |
| Campeonatos Mundiais 2014 + 2015 | 11                                 | 180                    | IRI Irã                    | 5                          | 11                                                      | 129                                                     | KOR Coreia do Sul                                       | 3                                                       |                                                         |          |          |
| Campeonatos Mundiais 2014 + 2015 | 12                                 | 167                    | THA Tailândia              | 5                          | 12                                                      | 112                                                     | EGY Egito                                               | 3                                                       |                                                         |          |          |
| Campeonatos Mundiais 2014 + 2015 | 13                                 | 159                    | POL Polônia                | 4                          | 13                                                      | 111                                                     | VEN Venezuela                                           | 3                                                       |                                                         |          |          |
| Campeonatos Mundiais 2014 + 2015 | 14                                 | 158                    | MDA Moldávia               | 2*                         | 14                                                      | 109                                                     | USA Estados Unidos                                      | 3                                                       |                                                         |          |          |
| Campeonatos Mundiais 2014 + 2015 | 15                                 | 150                    | GER Alemanha               | 4                          | 15                                                      | 98                                                      | MEX México                                              | 3                                                       |                                                         |          |          |
| Campeonatos Mundiais 2014 + 2015 | 16                                 | 136                    | UKR Ucrânia                | 4                          | 16                                                      | 96                                                      | TUR Turquia                                             | 3                                                       |                                                         |          |          |
| Campeonatos Mundiais 2014 + 2015 | 17                                 | 136                    | KOR Coreia do Sul          | 4                          | 17                                                      | 90                                                      | DOM República Dominicana                                | 2                                                       |                                                         |          |          |
| Campeonatos Mundiais 2014 + 2015 | 18                                 | 120                    | FRA França                 | 4                          | 18                                                      | 90                                                      | ECU Equador                                             | 2                                                       |                                                         |          |          |
| Campeonatos Mundiais 2014 + 2015 | 19                                 | 109                    | GEO Geórgia                | 3                          | 19                                                      | 84                                                      | ARM Armênia                                             | 2                                                       |                                                         |          |          |
| Campeonatos Mundiais 2014 + 2015 | 20                                 | 104                    | ROU Romênia                | 2*                         | 20                                                      | 82                                                      | INA Indonésia                                           | 2                                                       |                                                         |          |          |
| Campeonatos Mundiais 2014 + 2015 | 21                                 | 101                    | VIE Vietnã                 | 3                          | 21                                                      | 78                                                      | ROU Romênia                                             | 2                                                       |                                                         |          |          |
| Campeonatos Mundiais 2014 + 2015 | 22                                 | 93                     | ESP Espanha                | 3                          |                                                         |                                                         |                                                         |                                                         |                                                         |          |          |
| Campeonatos Mundiais 2014 + 2015 | 23                                 | 91                     | TPE Taipé Chinês           | 3                          |                                                         |                                                         |                                                         |                                                         |                                                         |          |          |
| Campeonatos Mundiais 2014 + 2015 | 24                                 | 90                     | JPN Japão                  | 3                          |                                                         |                                                         |                                                         |                                                         |                                                         |          |          |
| Campeonato Africano | 1                                  | 159                    | TUN Tunísia                | 1                          | 1                                                       | 112                                                     | NGR Nigéria                                             | 1                                                       |                                                         |          |          |
| Campeonato Africano | 1                                  | 159                    | ALG Argélia                | 1                          | 2                                                       | 103                                                     | TUN Tunísia                                             | 1                                                       |                                                         |          |          |
| Campeonato Africano | 3                                  | 144                    | CMR Camarões               | 1                          | 3                                                       | 94                                                      | CMR Camarões                                            | 1                                                       |                                                         |          |          |
| Campeonato Africano | 4                                  | 133                    | MAR Marrocos               | 1                          | 4                                                       | 93                                                      | ALG Argélia                                             | 1                                                       |                                                         |          |          |
| Campeonato Africano | 5                                  | 122                    | GHA Gana                   | 1                          |                                                         |                                                         |                                                         |                                                         |                                                         |          |          |
| Campeonato Panamericano | 1                                  | 148                    | CUB Cuba                   | 1                          | 1                                                       | 109                                                     | CAN Canadá                                              | 1                                                       |                                                         |          |          |
| Campeonato Panamericano | 2                                  | 143                    | ECU Equador                | 1                          | 2                                                       | 103                                                     | PUR Porto Rico                                          | 1                                                       |                                                         |          |          |
| Campeonato Panamericano | 3                                  | 141                    | MEX México                 | 1                          | 3                                                       | 101                                                     | CHI Chile                                               | 1                                                       |                                                         |          |          |
| Campeonato Panamericano | 4                                  | 141                    | USA Estados Unidos         | 1                          | 4                                                       | 97                                                      | CUB Cuba                                                | 1                                                       |                                                         |          |          |
| Campeonato Panamericano | 5                                  | 129                    | DOM República Dominicana   | 1                          |                                                         |                                                         |                                                         |                                                         |                                                         |          |          |
| Campeonato Panamericano | 6                                  | 126                    | PER Peru                   | 1                          |                                                         |                                                         |                                                         |                                                         |                                                         |          |          |
| Campeonato Panamericano | 7                                  | 118                    | CAN Canadá                 | 1                          |                                                         |                                                         |                                                         |                                                         |                                                         |          |          |
| Campeonato Asiático | 1                                  | 149                    | IRQ Iraque                 | 1                          | 1                                                       | 112                                                     | VIE Vietnã                                              | 1                                                       |                                                         |          |          |
| Campeonato Asiático | 2                                  | 140                    | MAS Malásia                | 1                          | 2                                                       | 101                                                     | UZB Uzbequistão                                         | 1*                                                      |                                                         |          |          |
| Campeonato Asiático | 3                                  | 135                    | KGZ Quirguistão            | 1                          | 3                                                       | 100                                                     | IND Índia                                               | 1                                                       |                                                         |          |          |
| Campeonato Asiático | 4                                  | 134                    | SYR Síria                  | 1                          | 4                                                       | 96                                                      | MGL Mongólia                                            | 1                                                       |                                                         |          |          |
| Campeonato Asiático | 5                                  | 134                    | IND Índia                  | 1                          | 5                                                       | 91                                                      | PHI Filipinas                                           | 1                                                       |                                                         |          |          |
| Campeonato Asiático | 6                                  | 130                    | TKM Turcomenistão          | 1                          | 6                                                       | 83                                                      | TKM Turcomenistão                                       | 1                                                       |                                                         |          |          |
| Campeonato Asiático | 7                                  | 126                    | KSA Arábia Saudita         | 1                          |                                                         |                                                         |                                                         |                                                         |                                                         |          |          |
| Campeonato Europeu | 1                                  | 156                    | TUR Turquia                | 1                          | 1                                                       | 101                                                     | GBR Grã-Bretanha                                        | 1                                                       |                                                         |          |          |
| Campeonato Europeu | 2                                  | 139                    | ITA Itália                 | 1                          | 2                                                       | 98                                                      | ITA Itália                                              | 1                                                       |                                                         |          |          |
| Campeonato Europeu | 3                                  | 127                    | CZE República Checa        | 1                          | 3                                                       | 95                                                      | POL Polônia                                             | 1                                                       |                                                         |          |          |
| Campeonato Europeu | 4                                  | 120                    | HUN Hungria                | 1                          | 4                                                       | 95                                                      | FRA França                                              | 1                                                       |                                                         |          |          |
| Campeonato Europeu | 5                                  | 118                    | GBR Grã-Bretanha           | 1                          | 5                                                       | 89                                                      | GER Alemanha                                            | 1                                                       |                                                         |          |          |
| Campeonato Europeu | 6                                  | 113                    | FIN Finlândia              | 1                          | 6                                                       | 85                                                      | ESP Espanha                                             | 1                                                       |                                                         |          |          |
| Campeonato Europeu | 7                                  | 113                    | SVK Eslováquia             | 1                          |                                                         |                                                         |                                                         |                                                         |                                                         |          |          |
| Campeonato da Oceania | 1                                  | 149                    | SAM Samoa                  | 1                          | 1                                                       | 106                                                     | AUS Austrália                                           | 1                                                       |                                                         |          |          |
| Campeonato da Oceania | 2                                  | 144                    | AUS Austrália              | 1                          | 2                                                       | 99                                                      | SAM Samoa                                               | 1                                                       |                                                         |          |          |
| Campeonato da Oceania | 3                                  | 139                    | NZL Nova Zelândia          | 1                          | 3                                                       | 99                                                      | NZL Nova Zelândia                                       | 1                                                       |                                                         |          |          |
| Campeonato da Oceania | 4                                  | 137                    | KIR Kiribati               | 1                          | 4                                                       | 98                                                      | FIJ Fiji                                                | 1                                                       |                                                         |          |          |
| Campeonato da Oceania | 5                                  | 132                    | FIJ Fiji                   | 1                          |                                                         |                                                         |                                                         |                                                         |                                                         |          |          |
| Ranking Olímpico | 5                                  |                        | PHI Nestor Colonia         | 1                          | -56kg                                                   | 1                                                       |                                                         | AZE Boyanka Kostova                                     | 1*                                                      | -58kg    |          |
| Ranking Olímpico | 14                                 | VEN Jesús López        | 1                          | -62kg                      | Apenas um país do ranking ainda não tinha qualificação. | Apenas um país do ranking ainda não tinha qualificação. | Apenas um país do ranking ainda não tinha qualificação. | Apenas um país do ranking ainda não tinha qualificação. | Apenas um país do ranking ainda não tinha qualificação. |          |          |
| Ranking Olímpico | 10                                 | ALB Briken Calja       | 1                          | -69kg                      | Apenas um país do ranking ainda não tinha qualificação. | Apenas um país do ranking ainda não tinha qualificação. | Apenas um país do ranking ainda não tinha qualificação. | Apenas um país do ranking ainda não tinha qualificação. | Apenas um país do ranking ainda não tinha qualificação. |          |          |
| Ranking Olímpico | 15                                 | CYP Antonis Martasidis | 1                          | -85kg                      | Apenas um país do ranking ainda não tinha qualificação. | Apenas um país do ranking ainda não tinha qualificação. | Apenas um país do ranking ainda não tinha qualificação. | Apenas um país do ranking ainda não tinha qualificação. | Apenas um país do ranking ainda não tinha qualificação. |          |          |
| Ranking Olímpico | 4                                  | LTU Aurimas Didžbalis  | 1                          | -94kg                      | Apenas um país do ranking ainda não tinha qualificação. | Apenas um país do ranking ainda não tinha qualificação. | Apenas um país do ranking ainda não tinha qualificação. | Apenas um país do ranking ainda não tinha qualificação. | Apenas um país do ranking ainda não tinha qualificação. |          |          |
| Ranking Olímpico | 12                                 | AZE Rovshan Fatullayev | 1*                         | -94kg                      | Apenas um país do ranking ainda não tinha qualificação. | Apenas um país do ranking ainda não tinha qualificação. | Apenas um país do ranking ainda não tinha qualificação. | Apenas um país do ranking ainda não tinha qualificação. | Apenas um país do ranking ainda não tinha qualificação. |          |          |
| Ranking Olímpico | 5                                  | LAT Artūrs Plēsnieks   | 1                          | -105kg                     | Apenas um país do ranking ainda não tinha qualificação. | Apenas um país do ranking ainda não tinha qualificação. | Apenas um país do ranking ainda não tinha qualificação. | Apenas um país do ranking ainda não tinha qualificação. | Apenas um país do ranking ainda não tinha qualificação. |          |          |
| Ranking Olímpico | 6                                  | EST Mart Seim          | 1                          | +105kg                     |                                                         |                                                         |                                                         |                                                         |                                                         |          |          |
| Convites - Comissão Tripartite |                                    |                        | PNG Morea Baru             | 3                          | -62kg                                                   |                                                         |                                                         | NCA Scarleth Mercado                                    | 3                                                       | -53kg    |          |
| Convites - Comissão Tripartite | ASA Tanumafili Jungblut            | -94kg                  | MHL Mathlynn Sasser        | 3                          | -58kg                                                   |                                                         |                                                         |                                                         | 3                                                       |          |          |
| Convites - Comissão Tripartite | HON Cristopher Pavón               | -94kg                  | COK Luisa Peters           | 3                          | +75kg                                                   |                                                         |                                                         |                                                         | 3                                                       |          |          |
| Realocação de cotas |                                    |                        | AUT Áustria*               | 9                          |                                                         |                                                         |                                                         | ARG Argentina                                           | 11                                                      |          |          |
| Realocação de cotas | CHI Chile                          | FIN Finlândia          |                            | 9                          |                                                         |                                                         |                                                         |                                                         | 11                                                      |          |          |
| Realocação de cotas | GRE Grécia                         | IRQ Iraque             |                            | 9                          |                                                         |                                                         |                                                         |                                                         | 11                                                      |          |          |
| Realocação de cotas | GUA Guatemala                      | LAT Letônia            |                            | 9                          |                                                         |                                                         |                                                         |                                                         | 11                                                      |          |          |
| Realocação de cotas | ISR Israel                         | MRI Maurício           |                            | 9                          |                                                         |                                                         |                                                         |                                                         | 11                                                      |          |          |
| Realocação de cotas | KEN Quênia                         | MAR Marrocos           |                            | 9                          |                                                         |                                                         |                                                         |                                                         | 11                                                      |          |          |
| Realocação de cotas | NRU Nauru                          | PER Peru               |                            | 9                          |                                                         |                                                         |                                                         |                                                         | 11                                                      |          |          |
| Realocação de cotas | QAT Catar                          | SOL Ilhas Salomão      |                            | 9                          |                                                         |                                                         |                                                         |                                                         | 11                                                      |          |          |
| Realocação de cotas | SRI Sri Lanka                      | SWE Suécia             |                            | 9                          |                                                         |                                                         |                                                         |                                                         | 11                                                      |          |          |
| Realocação de cotas |                                    |                        |                            | UAE Emirados Árabes Unidos |                                                         |                                                         |                                                         |                                                         | 11                                                      |          |          |
| Realocação de cotas | URU Uruguai                        |                        |                            |                            |                                                         |                                                         |                                                         |                                                         | 11                                                      |          |          |
| Total | Total                              | Total                  | Total                      | 154                        | 154                                                     | Total                                                   | Total                                                   | Total                                                   | 103                                                     | 103      |          |
| ↑* Equipes punidas com a perda de vagas. A Áustria ficou com vaga do Azerbaijão no ranking. Realocação de cotas: foram definidas dezenove realocações para cobrir as sete vagas masculinas e cinco femininas retiradas das equipes punidas e seis vagas não preenchidas através do ranking feminino. |                                    |                        |                            |                            |                                                         |                                                         |                                                         |                                                         |                                                         |          |          |